# Quedius cinctus
Quedius cinctus (лат.) — вид коротконадкрылых жуков рода Quedius из подсемейства Staphylininae (Staphylinidae). Западная Палеарктика, Россия (Европейская часть).

## Описание
Мелкие жуки с укороченными надкрыльями и удлиненным телом, длина менее 1 см (от 7,5 до 8,5 мм).
От близких видов (Quedius fusus, Quedius minor, Quedius kamchaticus) отличается более крупными размерами, ланцетовидными парамерами эдеагуса, с 2 рядами продольных сенсорных щетинок. Медианная доля эдеагуса (дорсально и вентрально) простая и недвулопастная у вершины. Надкрылья буровато-чёрные. Формула лапок 5-5-5. Голова округлая, более узкая, чем переднеспинка. Передняя часть тела (голова и пронотум) блестящая.
Вид был впервые описан в 1790 году. Включён в состав подрода Distichalius Casey, 1915 по признаку редкой пунктировки надкрылий (расстояние между точками больше их диаметра).

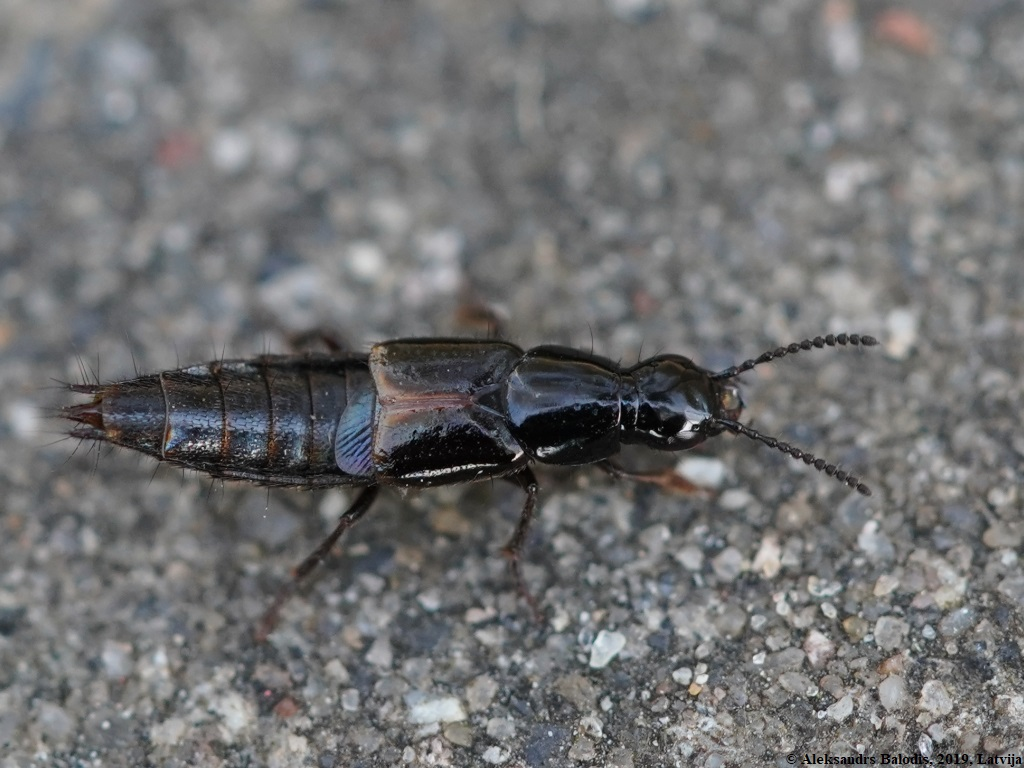